# Ceraia intermedia
Ceraia intermedia är en insektsart som först beskrevs av Márquez Mayaudón 1958.  Ceraia intermedia ingår i släktet Ceraia och familjen vårtbitare. Inga underarter finns listade i Catalogue of Life.